# Pilizetes neotropicus
Pilizetes neotropicus är en kvalsterart som beskrevs av Balogh och Sandór Mahunka 1978. Pilizetes neotropicus ingår i släktet Pilizetes och familjen Galumnidae. Inga underarter finns listade i Catalogue of Life.